# Pachyscia bipunctata
Pachyscia bipunctata är en insektsart som beskrevs av Ludwig Redtenbacher 1908. Pachyscia bipunctata ingår i släktet Pachyscia och familjen Diapheromeridae. Inga underarter finns listade i Catalogue of Life.